# Centro Comercial Meridiano
El Centro Comercial Meridiano (Santa Cruz de Tenerife, Islas Canarias, España) está ubicado en el área de expansión de Santa Cruz de Tenerife hacia el suroeste, una zona que cuenta con importantes empresas del sector comercial. Situado entre las calles Álvaro Rodríguez López, Manuel Hermoso Rojas y la prolongación de Áurea Díaz Flores, Meridiano fue inaugurado el 17 de junio de 2003 y ofrece una amplia y completa oferta de Moda, Ocio y Restauración que convierte la visita al  Centro Comercial en una experiencia única y exclusiva de compra.
El Centro Comercial Meridiano dispone de tres accesos por carretera, todos con salida desde la autovía TF-11. A escasos metros del intercambiador del Tranvía y de la Estación de Guaguas de Santa Cruz de Tenerife, son múltiples las líneas que comunican Meridiano con toda la isla (101, 102, 105, 107, 108, 015, 905 y 906). 
Cuenta, además, con 2.000 plazas de aparcamiento gratuito y cubierto, entre ellas especiales para minusválidos, familias y embarazadas, motos, bicicletas y vehículos XXS. Además, cuenta con un servicio de recarga para vehículos eléctricos. 
Con sus 85 tiendas, Meridiano es un auténtico parque de atracciones para los clientes más exigentes. La llegada de Primark y H&M han sido todo un éxito. Las principales marcas nacionales e internacionales de calzado de RKS Footwear y el aterrizaje por primera vez en Canarias de Kiko Cosmetics han sido las últimas incorporaciones. El Grupo Inditex al completo, Levi's, Guess o Jack & Jones forman parte de la extensa oferta comercial que Meridiano pone a los pies de los amantes de la moda. Mayoral está para los más pequeños y Springfield, C&A o Natura, entre otros, para toda la familia.
Meridiano también es gastronomía. Restaurantes, cafeterías, bares y una renovada terraza que concentra nuevos puntos gurmé como Tsuki Sushi Bar y Baku Fusión, entre otros. La magnífica terraza de Meridiano es el nuevo sitio de moda en Tenerife. Música en directo, cocina internacional y ambiente chill out son las condiciones perfectas para una tarde estival, un afterwork, una cita romántica o una cena entre amigos. KFC, Tony Roma´s, La Taquería, Subway, McDonald’s son algunas de las propuestas de Restauración que se pueden encontrar en Meridiano.